# Obie Benz
Obie Benz (* 3. November 1949) ist ein US-amerikanischer Dokumentarfilmer.

## Leben
Obie Benz machte seinen Abschluss an der Berkshire School und am Middlebury College. 1971 gründete er die Vanguard Public Foundation in San Francisco, die sowohl Aktivistengruppen als auch Dokumentarfilmer unterstützte. Ab 1975 war er mit Pacific Alliance Organisator einiger Benefiz-Rockkonzerte gegen Atomkraft sowie für Indianerrechte und arbeitete eng mit Künstlern wie Bonnie Raitt, Jackson Browne und Graham Nash zusammen.
1982 drehte er die Filmdokumentation Americas in Transition, die bei der Oscarverleihung 1982 in der Kategorie Bester Dokumentar-Kurzfilm nominiert war. Später drehte er den Dokumentarfilm Heavy Petting über Sexualität unter Teenagern, die aus verschiedenen Aufklärungsfilmen, Wochenschauen und Spielfilm-Szenen aus den 1950ern bestand. 1995 folgte die Folge My Generation in der Reihe The History of Rock 'n' Roll für Warner Bros und Time Life.
In den 1990er Jahren arbeitete er für Amnesty International und drehte einige kurze Werbespots.

## Filmografie
- 1982: Americas in Transition (Dokumentar-Kurzfilm)
- 1989: Heavy Petting
- 1995: My Generation (aus der Reihe The History of Rock 'n' Roll)